# Петерсен, Ян (археолог)
Ян Греве Таулоу Петерсен (норв. Jan Greve Thaulow Petersen; 20 октября 1887, Тронхейм — 3 марта 1967, Осло) — норвежский археолог, историк, музейный работник, доктор наук (1919). Член Норвежской академии наук (с 1928).

## Биография
Сын директора Соборной школы Тронхейма. В 1905 году окончил школу, в 1914 — университет Христиании (Осло); его магистерская диссертация была посвящена теме «Игра на шахматной доске в доисторическое время в Норвегии». 
С 1915 года Петерсен, бывший с прошлого года ассистентом музея Ставангера, работал куратором в Университетской коллекции древностей. С 1923 по 1958 год был директором археологического музея Ставангера. В 1919 году защитил докторскую диссертацию: «Норвежские мечи эпохи викингов».
Занимался раскопками, исследованиями и публикацией материалов железного века на юго-западе Норвегии, сохранением и реставрацией средневекового монастыря Аббатство Утштайн. 
Международную известность учёному принесли исследования древностей викингов.
Его фундаментальные труды получили на родине автора и за её пределами широкое признание и служат важным пособием и справочником для изучения истории Европы в средневековье. Петерсоновская типология мечей, копий и боевых топоров и её буквенные обозначения впредь использовались археологами и оружиеведами не только Норвегии, но и других стран. 

## Избранные труды
- De Norske Vikingesverd (1919)
- Vikingetidens smykker (1928)
- Gamle gårdsanlegg i Rogaland (2 тома, 1934–1936)
- Vikingetidens redskaper (1951)